# Comuna de Dębowa Łąka
Dębowa Łąka (polaco: Gmina Dębowa Łąka) é uma gminy (comuna) na Polónia, na voivodia de Cujávia-Pomerânia e no condado de Wąbrzeski. A sede do condado é a cidade de Dębowa Łąka.
De acordo com os censos de 2004, a comuna tem 3192 habitantes, com uma densidade 37,1 hab/km².

## Área
Estende-se por uma área de 86,13 km², incluindo:
- área agricola: 85%
- área florestal: 8%

## Demografia
Dados de 30 de Junho 2004:
|                      | Total   | Total | Mulheres | Mulheres | Homens  | Homens |
| -------------------- | ------- | ----- | -------- | -------- | ------- | ------ |
|                      | pessoas | %     | pessoas  | %        | pessoas | %      |
| População            | 3192    | 100   | 1576     | 49,4     | 1616    | 50,6   |
| Densidade (pop./km²) | 37,1    | 100   | 18,3     | 18,3     | 18,8    | 18,8   |

De acordo com dados de 2002, o rendimento médio per capita ascendia a 1471,52 zł.

## Subdivisões
- Dębowa Łąka, Kurkocin, Lipnica, Łobdowo, Małe Pułkowo, Niedźwiedź, Wielkie Pułkowo, Wielkie Radowiska.

## Comunas vizinhas
- Bobrowo, Golub-Dobrzyń, Kowalewo Pomorskie, Książki, Wąbrzeźno